# Monts Nguu
Les monts Nguu sont un massif  montagneux de Tanzanie, ils sont situés à 20 km au nord des monts Nguru, ils culminent à 1 550 m d'altitude.